# Marviken

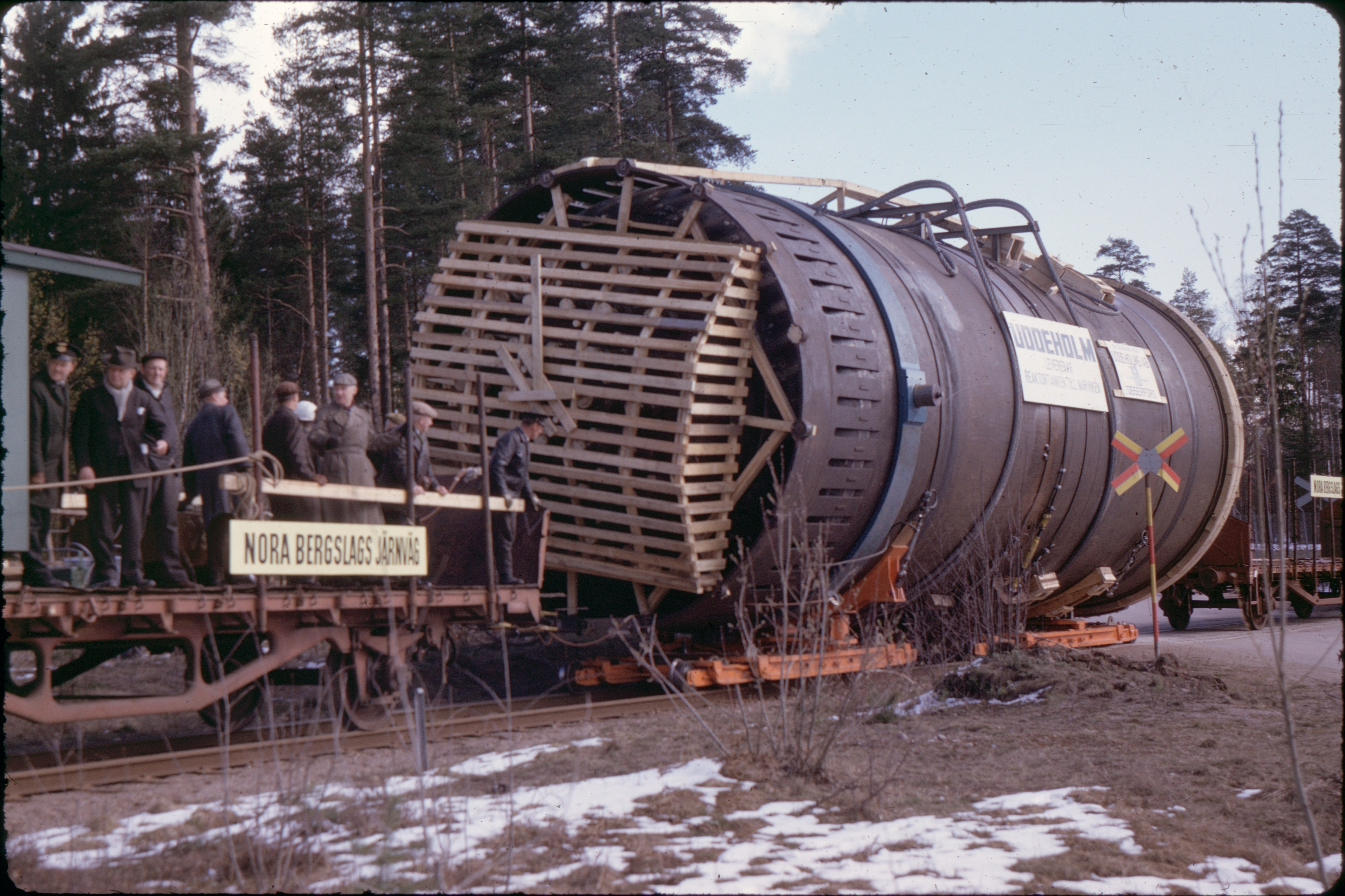
Reaktortanken vid frakt till Marviken 1967.

Marviken är ett aldrig driftsatt kärnkraftverk på Vikbolandet i Norrköpings kommun, Östergötland. Verket var i stora delar färdigställt 1968, men stängdes definitivt 1970 utan att ha laddats med bränsle eller levererat någon elkraft. Verket kompletterades senare med en oljedriven ångpanna som kunde driva den gamla turbin- och generatordelen och leverera en elektrisk effekt på 200 MW. Det oljeeldade verket kom att användas kortvarigt vid toppbelastningar i elnätet fram till 2009 då även denna del avvecklades. 2018 såldes området till ett fastighetsbolag som avser att riva anläggningen och bygga bostäder. 
Verket var en del av den så kallade Svenska linjen där man skulle kunna producera både elektrisk kraft samt plutonium till svenska kärnvapen från inhemska tillgångar av naturligt uran. En stor del av utrustningen tillverkades inom landet, så när som på tungvattnet som skulle importeras från grannlandet Norge.

## Kärnkraftverket
Reaktorprojektet var det fjärde i Sverige och fick beteckningen R4 och benämningen Eva. 
Marviken konstruerades som en kokvattenreaktor med tungt vatten som moderator som skulle kunna drivas med naturligt uran från Sverige som bränsle, och kunna producera både elström samt vapenplutonium. Dessa olika konstruktionskrav kom på olika sätt att försvåra och komplicera projektet och slutligen bidra till att projektet inte kunde slutföras.   
Kravet att kunna använda naturligt, icke-anrikat uran gjorde det nödvändigt att använda tungt vatten som moderator, som skulle importeras från Norge. Kostnaden för tungt vatten är mycket hög, och även mycket små inläckage av vanligt vatten försämrar dramatiskt den unika förmågan hos tungt vatten att moderera (bromsa) neutroner utan att förlora dem genom absorption. Detta ger därför extrema och kostsamma krav på täthet och frånvaro av läckage i hela anläggningen inklusive turbinanläggningen och dess vattenkylda kondensorer. Valet av tungvatten som moderator medförde också att härden blev stor i förhållande till effekten på grund av längre avstånd mellan bränslestavarna jämfört med en lättvattenreaktor. Detta gav i sin tur höga kostnader för en "stor" reaktortank i förhållande till effekten. 

Kravet att kunna producera och hämta ut vapenplutonium från reaktorn under drift efter en relativt kortvarig bestrålning gjorde det nödvändigt att kunna byta bränsle under drift. Därför konstruerades reaktorn med ett laddningsaggregat som rymdes helt inne i reaktortanken och skulle kunna utföra sina manövrer under fullt tryck och temperatur. Laddningsaggregatet med axlar, linhjul och stållinor skulle manövreras från reaktortankens utsida, och medförde att reaktortanken blev väldigt hög (23,5 meter), avsevärt högre än senare svenska reaktorer med 5 gånger högre effekt. Under drift skulle bränslet hissas från en bassäng under reaktorn, slussas in i en bränslebytarkanal som löpte genom härden och upp i utrymmet ovanför denna och sedan av laddmaskinen slutligen sänkas ner i härden. Då laddningsaggregatet stod ovanpå härden omöjliggjordes den för kokarreaktorer gängse placeringen inuti reaktortanken av vattenseparatorer och ångtorkar för tungvattenångan. I stället leddes tungvattenångan ut till en extern separator, och därefter åter in i reaktortanken för överhettning. 

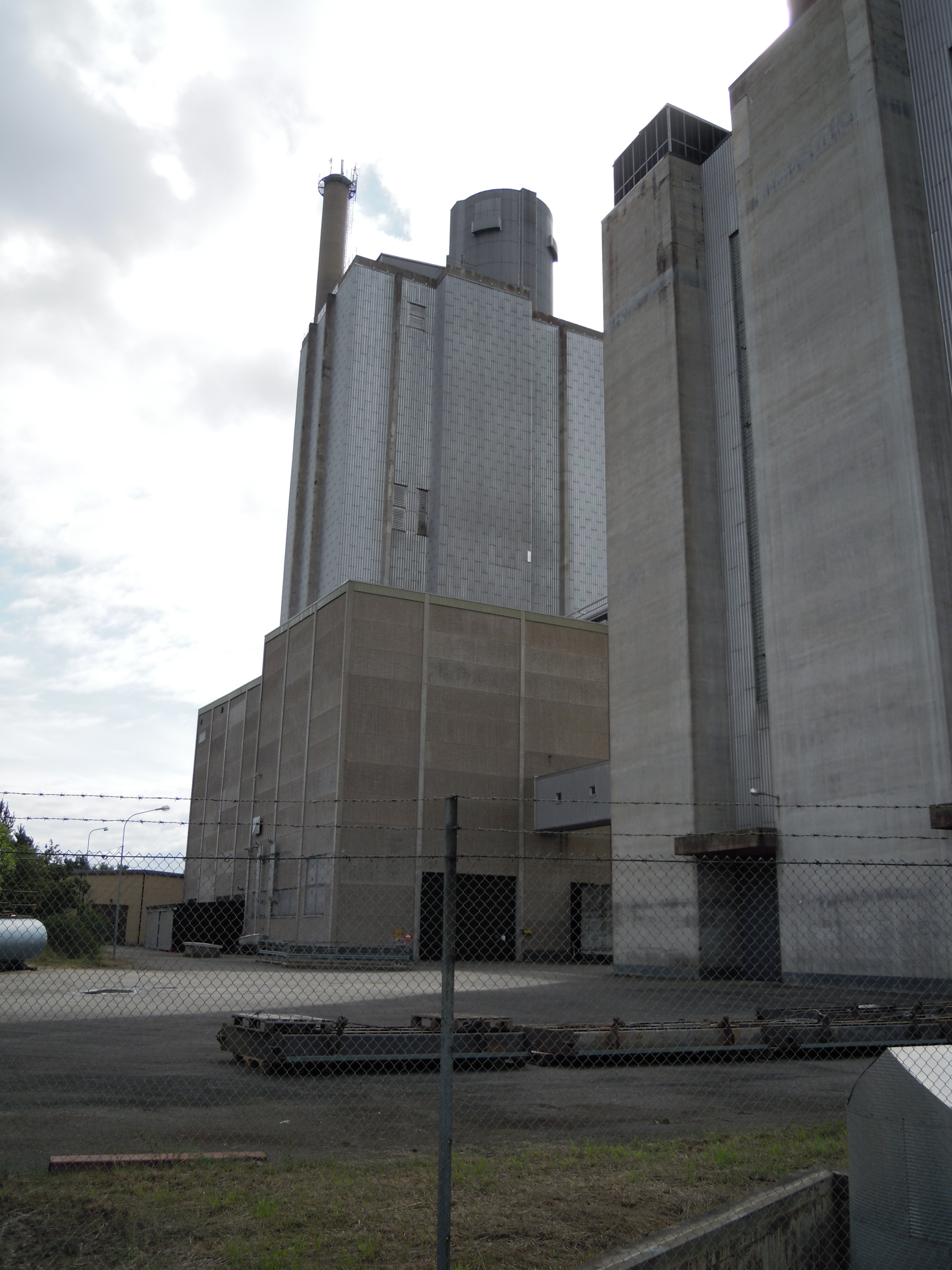
Marvikenverket 2010.

De flesta röranslutningar löpte, i likhet med Ågestareaktorn, ut genom tankens botten, vilket vid ett antaget rörbrott skulle ha gett en snabb utströmning av hela kylvattenförrådet och torrläggning av härden. Under projektets gång utvecklade den amerikanska myndigheten AEC (Atomic Energy Commission) grundläggande kriterier för bedömning av säkerhet, och det blev uppenbart att Marviken-konstruktionen inte uppfyllde en del av dessa krav.
Mot slutet av projekttiden gjordes förfinade härdfysikaliska beräkningar som visade att den sammanlagda effektkoefficienten skulle bli svagt positiv efter en tids utbränning. Detta innebar ett oönskat beroende av aktiva reglersystem för att kunna reglera effekten vid störningar.
Slutligen innebar Sveriges ratificering 1968 av det internationella provstoppsavtalet att planerna på svenska kärnvapen slutgiltigt lades ner, vilket gjorde möjligheten att producera plutonium i Marviken ointressant.

## Experimentanläggningen
Att reaktorn i princip var färdigbyggd men aldrig laddades innebar att den senare under 1970- och 1980-talet kunde användas av internationella forskarlag för avancerade experiment avseende olycksförlopp i kärnkraftverk. Fyra experimentserier genomfördes:
- MARVIKEN-FSCB-I/II, Marviken Full Scale Containment Blowdown experiments Series I/II - där man testade "PS-principen" som används i nästan alla världens kokarvattenreaktorer och innebär att ånga från eventuella rörbrott tvingas ner i en kondensationsbassäng vilket snabbt kondenserar ångan och begränsar tryckstegringen i inneslutningen vid ett sådant olycksförlopp
- MARVIKEN-ATT, Marviken Aerosol Transport Test experiments - där man testade hur aerosoler sprids i en inneslutning vilket är betydelsefullt för olycksförlopp med stora härdskador ("härdsmälta")
- MARVIKEN-CFT, Marviken Full Scale Critical Flow Tests - där man testade hur stort ångflöde som fås genom ett brottställe
- MARVIKEN-JIT, Marviken Full Scale Jet Impingement Tests experiments - där man testade i hur stor omfattning en ångstråle från ett rörbrott kan förstöra kringliggande utrustning.

Stora datamängder samlades in under dessa försök och finns arkiverade hos OECD/NEA, och har använts vid validering av simuleringsprogram för störningar i kärnkraftverk.

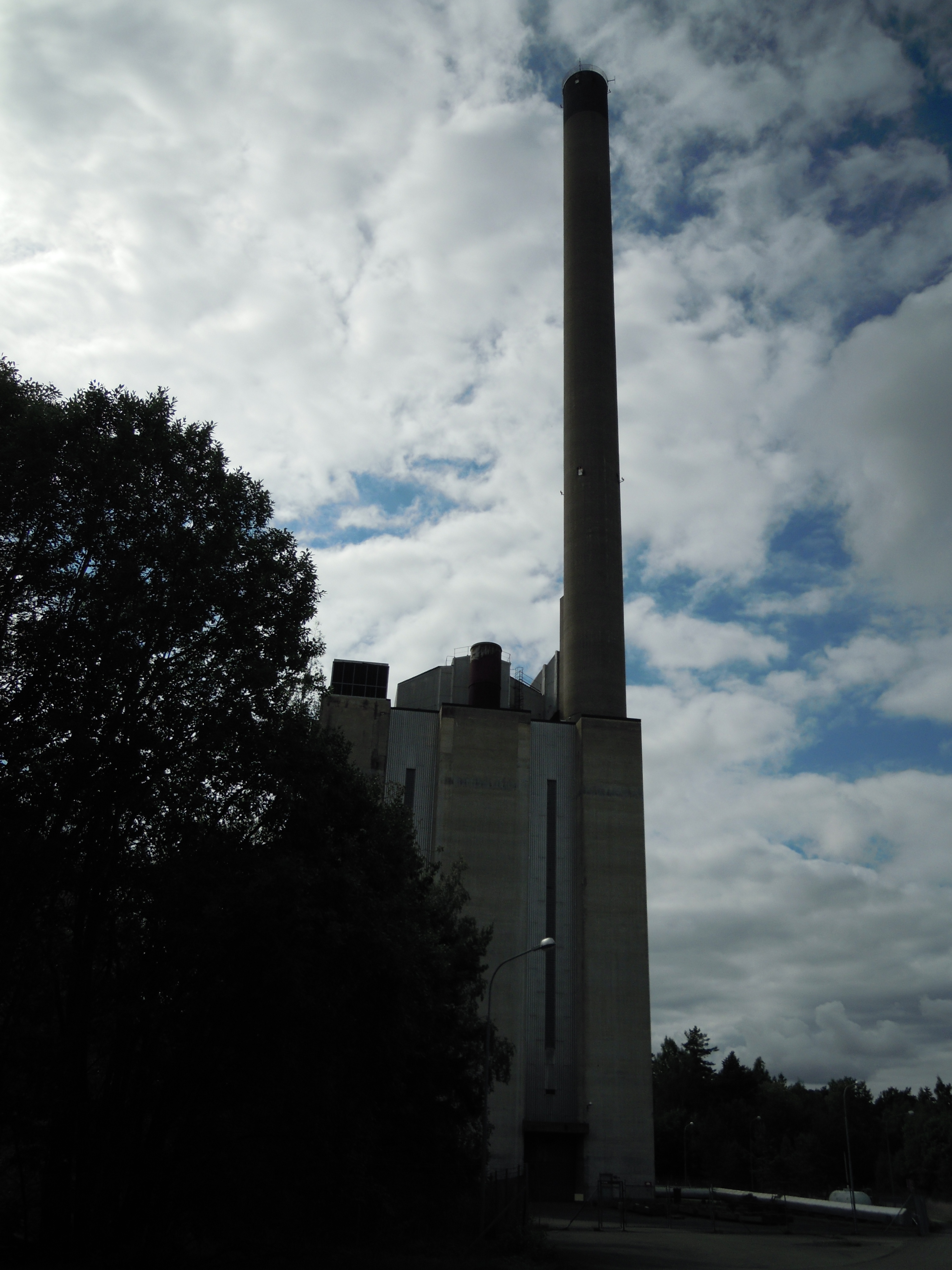
Den fristående pannbyggnaden 2010.

## Oljekraftverket
När kärnkraftsdelen av verket definitivt lades ner 1970, byggdes ett pannhus med en oljepanna bredvid reaktorbyggnaden. På så sätt kunde man utnyttja delar av den gjorda investeringen, som ångturbin, el-generator och anslutande kraftledning. Då turbinerna var konstruerade för den låga ångkvalitet (lågt tryck och temperatur) som fås från en reaktor, kom verkningsgraden att bli låg (ca 30%) jämfört med normala fossileldade anläggningar som kan ha verkningsgrader på 40-50%.Verket kom därför enbart att användas kortare perioder vid toppbelastningar och höga kraftpriser på elnätet, och ingick länge i den svenska så kallade effektreserven. 
Den oljeeldade ångpannan gav en termisk effekt på cirka 700 MW vid en oljeförbrukning på cirka 17 kg/s, vilket gav en maximal elektrisk effekt på 200 MW.
2009 beslutade Vattenfall att Marvikens kraftverk skulle läggas ned på grund av bristande lönsamhet. Kraftverket producerade el till och med den 16 mars 2009.

## Slutlig avveckling

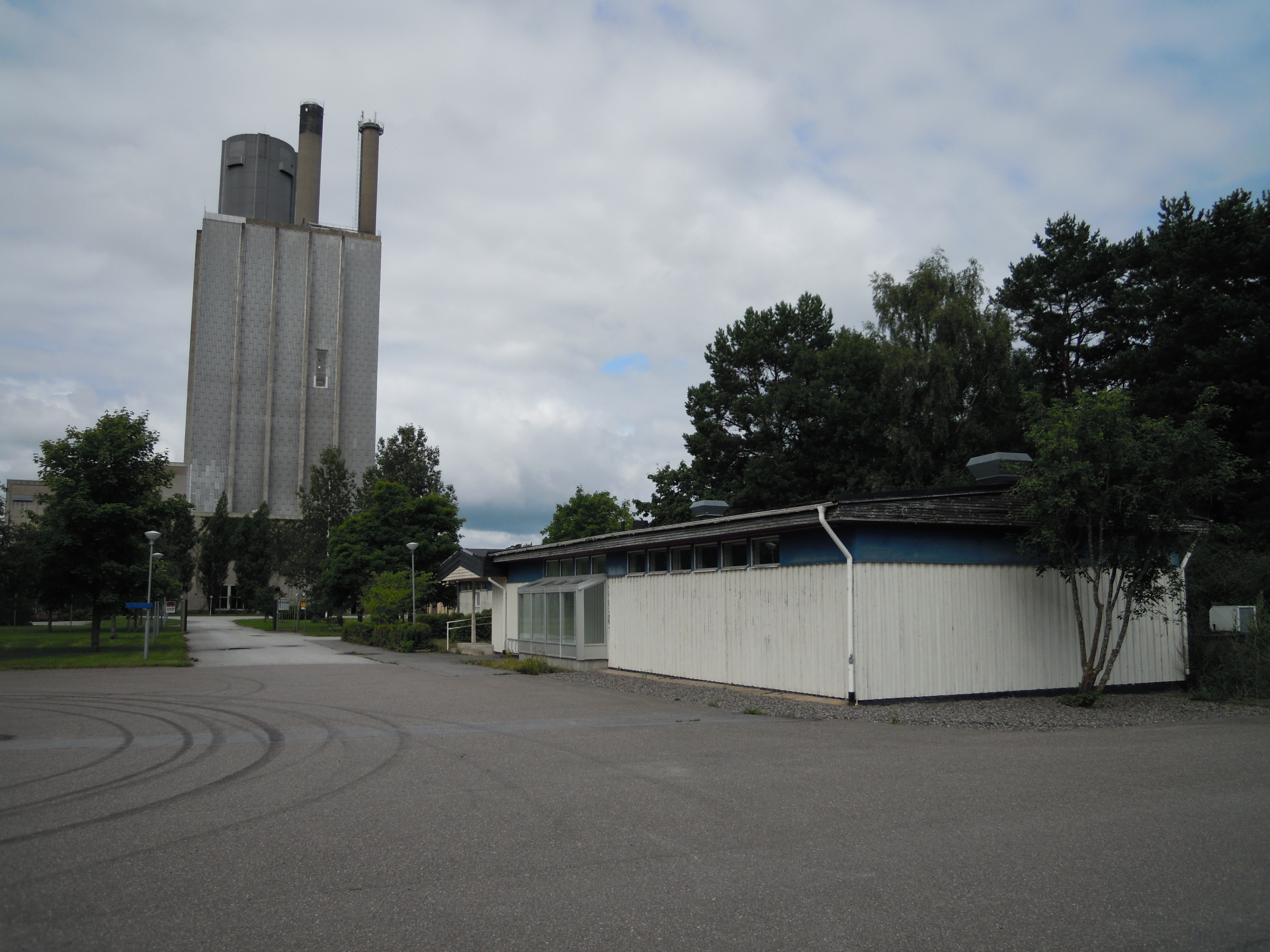
Marvikenverket 2010.

2012 annonserade Vattenfall ut Marvikens kraftverk till försäljning. Fastigheten var ännu 2017 kvar i Vattenfalls ägo och fortfarande till salu, och såldes slutligen 2019 till Synthesis Real Estate AB, som tog över fastigheten bestående av byggnader och 80 ha mark och 170 ha vatten. I planerna ingick att bygga 5 500 bostäder, hotell, multisportcenter och kontorshotell. Kraftverket skulle inte rivas, utan bostäder skulle byggas utanpå befintliga väggar.
I februari 2021 beslöt samhällsplaneringsnämnden i Norrköpings kommun att avbryta planerna för Skärgårdsstaden Marviken. Synthesis Analytics menade att de på grund av detta förlorat pengar och stämde kommunen. 2024 frikände Norrköpings tingsrätt kommunen.

## Andra reaktorer
- R0 (reaktor) - Forskningsreaktor i Studsvik 1959−1972
- R1 (reaktor) - Forskningsreaktor KTH, Valhallavägen, Stockholm 1954−1970
- R2 (reaktor) - Forskningsreaktor i Studsvik 1960−2005
- R3 (reaktor) - Ågesta i Huddinge 1964−1974